# Diversidad sexual en Mónaco
Las personas del colectivo LGBT+ en Mónaco se enfrentan a ciertos desafíos legales y sociales no experimentados por otros residentes, aunque en los últimos años ha habido mejoras considerables en materia de protección contra crímenes de odio e incitación al odio.

## Legislación y derechos

### Despenalización de la homosexualidad
Las relaciones sexuales consensuales entre personas del mismo sexo son legales en Mónaco desde 1793, mientras formaba parte de Francia. La edad de consentimiento sexual en Mónaco es de 15 años, sin importar la orientación sexual.

### Reconocimiento de las parejas del mismo sexo
Mónaco no tenía ningún tipo de reconocimiento para las parejas del mismo sexo. Sin embargo, en octubre del 2016, el Consejo Nacional aprobó una propuesta de ley para legalizar las uniones civiles, estando a la espera de la decisión del gobierno. Finalmente una ley de 'sociedad de vida' fue votada el 4 de diciembre de 2019 y el 27 de diciembre fue publicada en el diario oficial, dando de fecha de entrada en vigor para el 27 de junio de 2020.

### Leyes y medidas antidiscriminación
Mónaco es uno de los pocos Estados de Europa occidental el cual no cuenta con ningún tipo de legislación, norma, medida o artículo en el código penal que prohíba la discriminación por motivos de orientación sexual o identidad y expresión de género en áreas como en el acceso al empleo, la educación, los servicios de salud, el acceso a la justicia, la vivienda o el acceso a lugares o establecimientos tanto públicos o privados, entre otros.

### Leyes sobre crímenes de odio e incitación al odio
Crímenes de odio
La Ley No. 1.478 (emitida en 2019) modificó una serie de artículos del Código Penal; entre ellos se modificó el artículo 238-1 para agravar los delitos motivados por la orientación sexual, de igual forma también se modificó el artículo 239 del Código para incluir la orientación sexual entre las circunstancias agravantes de los delitos cometidos contra el/la cónyuge o cualquier otra persona que viva bajo el mismo techo o haya vivido allí de forma duradera.
Incitación al odio
En el artículo 16 de la Ley de libertad de expresión pública de 2005, prohíbe la incitación al odio o la violencia por motivos de orientación sexual. En 2019 se modificaron los párrafos 5 y 6 del apartado 421 de la Ley n.º 1.478 del Código Penal de 1968, para tipificar como delito la difamación y el insulto contra una persona o un grupo de personas por su orientación sexual.

## Condiciones sociales
La mayoría de la población monegasca se declara católica, religión que continúa considerando la homosexualidad y la transexualidad como inmorales.
No existen asociaciones o establecimientos LGBT en Mónaco.